# M.U.L.E.
M.U.L.E. (für Multiple Use Labor Element; ein Apronym zu mule, englisch für Maultier) ist ein Multiplayer-Computerspiel des US-Entwicklers Ozark Softscape, das 1983 von Electronic Arts für diverse Heimcomputer veröffentlicht wurde.
M.U.L.E. ist bedeutend für die Geschichte der Computerspiele. Es war nicht nur eines der ersten Strategiespiele für mehrere Spieler, es beeinflusste auch eine ganze Spielegeneration. Viele der heute bekanntesten Designer von Computerspielen wie zum Beispiel Will Wright oder Sid Meier bezeichneten M.U.L.E. als Vorbild und Quelle der Inspiration – häufig sogar als „bedeutendstes Spiel aller Zeiten“.

## Spielprinzip
Das Spiel ist eine Aufbau- und Wirtschaftssimulation in Echtzeit. Vier Siedler werden auf dem neuen Planet „Irata“ (Atari rückwärts gelesen) abgesetzt und haben dort ein Jahr (12 Runden) Zeit, ihre Kolonie aufzubauen. Danach kehrt das Raumschiff zurück, und der reichste Siedler ist der Sieger – je nachdem wie stark die Kolonie insgesamt war gibt es fünf Stufen des möglichen Erfolgs.
Bis zu vier Spieler können die Rolle dieser Siedler übernehmen (am Atari 800 können vier Joysticks angeschlossen werden, bei den anderen Systemen steuern bis zu zwei Spieler ihre Aktionen mit der Tastatur, in der normalen Spielrunde übernehmen sie dann einen beliebigen Joystick, da diese Spielrunden nacheinander gespielt werden). Die unbesetzten Positionen werden vom Computer geführt.
Die Landkarte wird für jedes Spiel neu erzeugt, indem Ebenen und Gebirge zufällig verteilt werden, es gibt aber stets ein Flusstal in der Mitte. Ebenso ist die Siedlung mit den Läden und der Kneipe immer in der Mitte des Flusstals.
Ein M.U.L.E. ist ein Maulesel-ähnlicher Arbeitsroboter. Diese werden für eine Aufgabe ausgerüstet, auf einer Parzelle installiert und produzieren dort je nach Ausrüstung Lebensmittel (food), Energie (energy), „Schmied-Erz“ (smithore) oder „Edelsteine“ (crystite).
Jeder Spieler braucht jede Runde eine bestimmte Menge an Lebensmitteln und Energie. Der Lebensmittel-Vorrat bestimmt die Zeit, die einem Spieler zur Landentwicklung zur Verfügung steht.
Die benötigte Energie richtet sich nach der Anzahl installierter M.U.L.E.s (für die Energieproduktion selbst benötigt man allerdings keine Energie). Schmied-Erz wird zur Produktion von neuen M.U.L.E.s gebraucht. Edelsteine sind als Wertanlage bzw. zur Spekulation gedacht, diese werden allerdings auch von Piraten begehrt.
In jeder Runde finden folgende Aktionen statt:
- Landverteilung – eine Parzelle gibt es kostenlos
- Landversteigerung – ab und zu wird eine Parzelle versteigert
- Landentwicklung – die Spieler agieren einzeln reihum (in der Vorrundenrangfolge) auf der Karte; vorab kann jeder Spieler persönliche schlechte und gute Nachrichten erhalten
  - Kaufen, Ausrüsten und Installieren von M.U.L.E.s auf den Parzellen
  - optional: Landverkauf anzeigen
  - optional: Expertise einer Parzelle auf Edelsteinvorkommen
  - optional: Wampusjagd
  - Kneipe (Pub) – Ende des Spielzuges
- Produktion – alle M.U.L.E.s produzieren (sofern genügend Energie vorhanden ist)
- Ereignisse – z. B. besonders gute Ernte, Feuer oder Piratenüberfall
- Handel: eine Versteigerung pro Warensorte
- Rundenendergebnis: Rundenrangfolge mit Wertergebnissen, daraus resultiert in der Regel die Spielreihenfolge für die nächste Runde.

Bei der Landverteilung und den Versteigerungen sind alle Spieler gleichzeitig beteiligt und markieren ihr Wunschgrundstück bzw. drehen an ihren Preisen. Allerdings wird bei gleichzeitigem Timing zweier Spieler der wirtschaftlich am schlechtesten dastehende bevorzugt.
Bei Versteigerungen ist neben Handel mit dem Laden auch Privathandel zwischen zwei Spielern möglich.
Das Gelände ist für die Produktion unterschiedlich gut geeignet:
am meisten Schmied-Erz gibt es z. B. in den Bergen, Lebensmittel dagegen im Flusstal, Energie auf flachem Land und bei Edelsteinen gibt es pro Spiel drei Parzellen mit hohen Vorkommen; die zu diesen Parzellen vertikal und horizontal benachbarten Parzellen weisen mittlere Vorkommen auf und die wiederum vertikal oder horizontal benachbarten Parzellen geringe Vorkommen. Grundsätzlich sind zusammenhängende Parzellen mit einer Produktionssorte immer erfolgreicher als einzelne Parzellen.
Die Preise schwanken dabei gemäß Angebot und Nachfrage.
Es sind auch viele kleine Gemeinheiten möglich, z. B. ein Monopol bei einer Warensorte aufzubauen, und dann Aufkaufen aller Vorräte im Laden, um die Preise hochzutreiben; oder Horten des Schmied-Erz, um M.U.L.E.s zu verknappen.

## Entwicklungs- und Veröffentlichungsgeschichte
Der Name M.U.L.E. stammt aus dem Roman Time Enough for Love von Robert A. Heinlein. Electronic Arts wollte das Spiel eigentlich Moguls from Mars nennen, aber als das Management den Titelbildschirm sah, blieb es bei M.U.L.E.
Eine Portierung für den C64 erschien im Oktober 1983. Später folgten Umsetzungen für IBM PCjr, Nintendo Entertainment System (1990, MicroProse) und nur in Japan veröffentlichte Versionen für MSX2-Systeme (1988, Bullet Proof Software) und PC-88.
M.U.L.E. wurde mehrfach geklont, unter anderem in Form von Traders (1992, PC und Amiga) und Subtrade (1993, PC und Amiga).

## Sonstiges
- Bedingt durch das Auslaufen der 800er Reihe bei Atari werden nur etwa 30.000 Stück des Spiels verkauft.
- Selten hört man die Titelmusik von M.U.L.E als Hintergrundmusik des Spieles Spore von EA.
- Weiters gibt es die Mineralien-Abbau-Einheit M.U.L.E im Computerspiel StarCraft II von Blizzard. Diese kann der Spieler mit Hilfe der sogenannten Satelliten-Zentrale anfordern.
- Lange Zeit galt der originale Quellcode laut Aussage der Tochter von Dan Bunten als verschollen. In einem Interview 2020 im Podcast Stay forever behauptet Julian Eggebrecht, dass er den Quellcode von den Originaldisketten vor längerer Zeit gesichert habe.

## Rezeption
Das US-Magazin Computer Gaming World bezeichnete M.U.L.E. als sorgfältig gestaltetes, hochdynamisches Spiel. Redakteur Edward Curtis lobte die visuell ansprechenden und informativen Packungsbeilagen und wertete, M.U.L.E. sei ein faszinierendes Spiel, das so gut geworden sei, dass es kaum Verbesserungspotenzial gäbe.
Im November 1996 wurde M.U.L.E. von Computer Gaming World auf Platz 3 der 150 besten Spiele aller Zeiten gewählt.